# Anatoli Troshenkov
Anatoli Troshenkov (en ruso: Анатолий Трошенков; 1930-1999) fue un deportista soviético que compitió en piragüismo en la modalidad de aguas tranquilas.
Ganó una medalla de bronce en el Campeonato Mundial de Piragüismo de 1958, en la prueba de K4 1000 m. Participó en los Juegos Olímpicos de Helsinki 1952, siendo eliminado en la primera ronda en la prueba de K2 1000 m.

## Palmarés internacional
| Campeonato Mundial | Campeonato Mundial     | Campeonato Mundial | Campeonato Mundial |
| Año                | Lugar                  | Medalla            | Competición        |
| ------------------ | ---------------------- | ------------------ | ------------------ |
| 1958               | Praga (Checoslovaquia) | Medalla de bronce  | K4 1000 m          |